# 申杲
申杲，真定（今河北正定）人，元朝政治人物。

## 生平
接替季禄儿任松江府知府一职，由姚文辅接任。